# David Richardson
Pour les articles homonymes, voir David Richardson (homonymie) et Richardson.
David Richardson né le 24 décembre 1955 et mort le 18 janvier 2021 est un scénariste et producteur de télévision américain, qui a écrit pour Les Simpson (Homer aime Flanders), Empty Nest et Malcolm.

## Filmographie

### En tant qu'écrivain
- Zoobilee Zoo (3 épisodes, 1986)
- The Pat Sajak Show (2 épisodes, 1989)
- Star Street: The Adventures of the Star Kids (1989)
- Grand (4 épisodes, 1990)
- Empty Nest (7 épisodes, 1991–1993)
- Madame et sa fille (2 épisodes, 1993)
- Les Simpson (1 épisode, 1994)
  - "Homer aime Flanders" (1994)
- The John Larroquette Show (1 épisode, 1995)
- Local Heroes (2 épisodes, 1996)
- Un pasteur d'enfer (Soul Man) (1 épisode, 1997)
- Manhattan, AZ (2 épisodes, 2000)
- Malcolm (3 épisodes, 2000)
- What About Joan (2001)
- Ed (1 épisode, 2002)
- Married to the Kellys (1 épisode, 2003)
- Mon oncle Charlie (9 épisodes, 2009–2011)
- F Is for Family (2 épisodes, 2015)

### En tant que producteur
- Madame et sa fille (1993)
- Les Simpson (11 épisodes, 1993–1994)
- Malcolm (12 épisodes, 2000)
- Manhattan, AZ (2000)
- Ed (5 épisodes, 2002)
- My Big Fat Greek Life (2003)
- Married to the Kellys (4 épisodes, 2003)
- Peep Show (2008)
- Mon oncle Charlie (7 épisodes, 2009–2010)

## Prix Humanitas
Il est lauréat du prix Humanitas pour The John Larroquette Show